# Гіллсдейл (містечко, Нью-Йорк)
Гіллсдейл (англ. Hillsdale) — місто (англ. town) в США, в окрузі Колумбія штату Нью-Йорк. Населення — 1831 особа (2020).

## Демографія
Згідно з переписом 2010 року, у місті мешкало 1927 осіб у 849 домогосподарствах у складі 540 родин. Було 1254 помешкання
Расовий склад населення:
| - 96,7 % — білих - 1,1 % — чорних або афроамериканців - 0,6 % — азіатів - 0,1 % — корінних американців |

До двох чи більше рас належало 1,0 %. Частка іспаномовних становила 2,8 % від усіх жителів.
За віковим діапазоном населення розподілялося таким чином: 18,4 % — особи молодші 18 років, 59,4 % — особи у віці 18—64 років, 22,2 % — особи у віці 65 років та старші. Медіана віку мешканця становила 49,4 року. На 100 осіб жіночої статі у місті припадало 107,4 чоловіків;  на 100 жінок у віці від 18 років та старших — 107,7 чоловіків також старших 18 років.
Середній дохід на одне домашнє господарство  становив 125 566 доларів США (медіана — 66 000), а середній дохід на одну сім'ю — 150 906 доларів (медіана — 74 519). Медіана доходів становила 43 971 долар для чоловіків та 40 500 доларів для жінок. За межею бідності перебувало 9,6 % осіб, у тому числі 9,1 % дітей у віці до 18 років та 2,6 % осіб у віці 65 років та старших.
Цивільне працевлаштоване населення становило 832 особи. Основні галузі зайнятості: освіта, охорона здоров'я та соціальна допомога — 25,0 %, роздрібна торгівля — 17,5 %, науковці, спеціалісти, менеджери — 14,3 %, будівництво — 11,3 %.